# كارلوس ريفيرا (لاعب كرة سلة)
كارلوس ريفيرا (5 فبراير 1983 في الولايات المتحدة - ) هو لاعب كرة سلة بورتوريكي في مركز مدافع مسدد الهدف، شارك في بطولة أمم الأمريكتين لكرة السلة 2015 و2014 Centrobasket ‏ وبطولة كأس العالم لكرة السلة 2014 وبطولة أمم الأمريكتين لكرة السلة 2017. ولعب مع Leones de Ponce (basketball) ‏.

## وصلات خارجية
- كارلوس ريفيرا على موقع الاتحاد الدولي لكرة السلة (الإنجليزية)
- كارلوس ريفيرا على موقع كرة السلة الأوروبية.كوم (الإنجليزية)
- كارلوس ريفيرا على موقع كلية كرة السلة في سبورتس رفرنس.كوم (الإنجليزية)
- كارلوس ريفيرا على موقع ريلجم (الإنجليزية)
- كارلوس ريفيرا على موقع بروبوليرز (الإنجليزية)
- كارلوس ريفيرا على موقع سبورتس رفرنس (الإنجليزية)